# Skocznia narciarska w Mátraházie
Skocznia narciarska w Mátraházie – nieużywana skocznia narciarska o punkcie konstrukcyjnym K-83 leżąca we wsi Mátraháza. Była największym tego typu obiektem na Węgrzech.
Skocznia narciarska we wsi Mátraháza powstała najprawdopodobniej w 1931, a jej otwarcia dokonał ówczesny burmistrz pobliskiego miasta Gyöngyös, doktor Árpád Puky. Została przebudowana w 1969. Zamknięto ją na początku lat 90. XX wieku, gdy stan konstrukcji zaczął zagrażać bezpieczeństwu (w tym okresie zakończyły działalność niemal wszystkie ośrodki skoków narciarskich na Węgrzech – nadal funkcjonowały jedynie skocznie w miejscowości Kőszeg). Położona na zboczu najwyższej góry Węgier (Kékes) skocznia była największym tego typu obiektem jaki kiedykolwiek funkcjonował na Węgrzech. Wspólnie z wyciągami i dwoma trasami do narciarstwa alpejskiego, tworzyła jeden z najlepszych ośrodków narciarskich w kraju. Jednocześnie położenie skoczni powodowało, iż często brakowało na niej śniegu, który w takiej sytuacji był transportowany z okolicy zarówno przez zawodników, jak i kibiców – do przygotowania obiektu potrzeba było co najmniej 400 do 500 koszy wypełnionych śniegiem.
W latach 30. XX wieku na skoczni w Mátraházie odbywały się między innymi mistrzostwa Węgier w skokach narciarskich – w 1939 złoty medal tej imprezy zdobył Pál Ványa. Jeszcze przed przebudową z 1969 organizowano tutaj zawody międzynarodowe (w 1964 w takiej rywalizacji zwyciężył reprezentujący NRD Reiner Glaß), a już po zakończeniu prac obiekt ten trzykrotnie gościł zawodników rywalizujących w Pucharze Europy – w lutym 1986 zwyciężył Bułgar Władimir Brejczew, w lutym 1987 Fin Kai Nokelainen, a w lutym 1989 Niemiec Robert Leonhard. Ostatnimi zawodami rozegranymi na tej skoczni były mistrzostwa Węgier z roku 1989, w którym zwyciężył László Fischer. Fischer jest jednocześnie rekordzistą tego obiektu – w 1972 uzyskał tu odległość 86,5 metra. Podczas treningów przed konkursem międzynarodowym w styczniu 1959 poważnego upadku doznał tutaj Tibor Dózsa z klubu Honvéd, który kilka miesięcy później zmarł w klinice w Stanach Zjednoczonych.
Współcześnie teren skoczni w dużej części został porośnięty przez roślinność, drewniane elementy uległy zniszczeniu, a wieża sędziowska zawaliła się. Metalowa konstrukcja najazdu, mimo postępującej korozji, jest jednak nadal stabilna. Podczas wizyty na Węgrzech latem 2012 Walter Hofer zaproponował odbudowę skoczni w Mátraházie tak, aby obiekt ten mógł w przyszłości gościć zawody Letniej Grand Prix, oferując przy tym ze strony FIS pomoc w sytuacji, gdyby węgierskie władze wyraziły zainteresowanie takim projektem.